# Polystichum wilesianum
Polystichum wilesianum là một loài dương xỉ trong họ Dryopteridaceae. Loài này được Proctor mô tả khoa học đầu tiên năm 1968.
Danh pháp khoa học của loài này chưa được làm sáng tỏ. 